# Subtropischer Wirbelsturm
Von einem subtropischen Wirbelsturm spricht man bei einem Tiefdruckgebiet, das keine Fronten aufweist, aber einen signifikanten Anteil seiner Energie aus Baroklinität gewinnt, in tropischen oder subtropischen Gebieten entsteht und Eigenschaften eines tropischen Wirbelsturms und einer außertropischen Zyklone aufweist.

## Vorkommen
Oft bilden sich aus subtropischen Wirbelstürmen tropische Wirbelstürme. Beim extratropischen Übergang von einem tropischen Wirbelsturm in eine außertropische Zyklone wird mitunter auch von einem subtropischen Wirbelsturm oder einem subtropischen Zyklon gesprochen. Als häufiges Erkennungsmerkmal gilt der ‚kalte Kern‘ in der oberen Troposphäre in Abgrenzung zu tropischen Wirbelstürmen, bei denen die Temperatur höher liegt.
Lokal finden sich auch weitere Bezeichnungen für subtropische Wirbelstürme wie ‚Kona lows‘ im zentralen und östlichen Nordpazifik, ‚east coast lows‘ nahe Australien und ‚Medicanes‘ im Mittelmeer. Die Bezeichnungen sind nicht als Synonyme zu betrachten, da auch andere Eigenschaften mit den Begriffen verknüpft werden.